# 나베시마 나오즈미
나베시마 나오즈미(鍋島直澄)는 에도 시대 전기의 다이묘이다. 히젠 하스노이케번 초대 번주를 지냈다.
| 전임 (나베시마 가쓰시게) | 제1대 하스노이케번 번주 (나베시마가) 1642년 ~ 1665년 | 후임 나베시마 나오유키 |